# Керамика Латвии
Латвийская керамика (латыш. Latvijas keramika, или латыш. Latvijas podniecība) является одним из древнейших видов искусства в стране, которое восходит ко временам Неолита. Латгальская керамика (латыш. Latgales keramika) является наиболее известным подвидом латвийской керамики. В Латгалии производится большая часть керамической продукции страны.
Как правило, латвийская керамика характеризуется отсутствием каких-либо узоров, в основном вместо них используются сплошные цвета и градиенты. Традиционно изделия раскрашиваются сдержанными, земляными оттенками (зелёным, коричневым и др.). Однако встречаются иногда в том числе и яркие цвета. Пятнистая глазурь (чем-то напоминающая японский стиль Сино) также характерна для латвийской керамики.

## Доисторический период
Культура ямочно-гребенчатой керамики во времена Неолита охватывала всю территорию современной Латвии. Сама культура получила своё название из характерной черты изделий, а именно декоративного гребенчатого элемента. Нарвская культура, охватывавшая всю территорию современной Эстонии и Латвии, а также часть Литвы и западной России, является подвидом более обширной культуры ямочно-гребенчатой керамики.
Считается, что культура ямочно-гребенчатой керамики говорила на ранней форме того, что сегодня известно как уральские языки. Есть версия и о том, что эти древние люди, возможно, были носителями палео-европейских языков.

## Латгальская керамика
Существуют следующие типы изделий, характерные для латгальской керамики: vāraunieks (горшок для приготовления пищи), medaunieks (горшок для хранения меда), sloinīks (горшок для хранения фруктов), ķērne (сосуд для хранения сметаны), ļaks (сосуд для хранения масла), piena pods (горшок для хранения коровьего молока), kazelnieks (горшок для хранения козьего молока), pārosis (букв. «за-ручку», посуда, в которой носили еду в поле), bļoda (чаша), krūze (кувшин или кружка, наиболее часто использовалась для пива или молока).
Некоторая латгальская керамика не была связана с питанием, к ней относятся svilpaunieks (свисток в форме птицы), svečturis (подсвечник), а также пепельницы.

### Галерея
- Металлическая реплика vāraunieks
- Medaunieks
- Sloinīki
- Ķērne
- Ļaks
- Piena pods
- Kazelnieki
- Pārosis, ручка отсутствует
- Bļoda
- Bļoda
- Большой krūze
- Большой krūze
- Krūze